# Батюкова, Марина Геннадьевна
Батюкова Марина Геннадьевна (бел. Бацюкова Марына Генадзеўна, род. 27 августа 1961 года, Минск, БССР) — белорусская художница, фотограф. Член Белорусского союза художников, Белорусского общественного объединения фотографов.

## Биография
Марина Батюкова родилась в Минске. В 1983 году окончила Белорусский государственный университет информатики и радиоэлектроники.
Художественную деятельность начала в 1989 году в области декоративно-прикладного искусства (работа с кожей). Первые профессиональные уроки художественной работы с кожей брала у мастеров Рижского художественного училища. В 1989 году Марине Батюковой было присвоено звание Народного мастера по коже. С 1990 по 1995 года работала в Минском комбинате монументально-декоративного и прикладного искусства. Активно участвовала в выставках в Белоруссии, Германии, Эстонии.
Фотографией увлекалась с детства. С 2000-х годов увлечение фотографией переросло в творчество. В 1994 стала членом Белорусского союза художников, участник творческого объединения «Пагоня». В 2005—2006 годах училась у Валерия Лобко, Вл. Терентьева в Творческих мастерских по фотографии Белорусской государственной академии искусств. В это время создает циклы фотографий «Наедине», «Эхо тишины», где на фоне обыденности тонко подмечается психологическое состояние личности, связь с общественными процессами и окружающей средой.
В 2007 году вступила в творческий союз «Фотоискусство» (сегодня — Белорусское общественное объединение фотографов), с 2012 года — заместитель председателя союза.
В 2011 году стала победителем Первого международного фотоконкурса «Планета детей» в Киеве (Украина). Награждена золотой медалью.
В 2012 году училась в Московской школе фотографии и мультимедиа имени Родченко, педагог Валерий Нистратов.
В 2013—2014 годах — автор и ведущая рубрики «Фотанагода» канала «Культура» Белорусского радио, программы о фотографии и фотографах (аудиозаписи хранятся в Белорусском государственном архиве кинофотодокументов, архивный номер Е043722-Е043746). Гостями программы «Фотанагода» стали Игорь Савченко, Владимир Парфенок, Юрий Васильев, Вадим Качан, Андрей Ленкевич, Сергей Кожемякин, Георгий Пинхасов, Сергей Максимишин, Гитис Скунджинкас и др.
Фотографии проекта «Наедине» вошли в документальный фильм «Стагоддзе з бясконцым працягам» (режиссёр Владимир Орлов, автор сценария Владимир Халип, 2009 г.).
Автор фотопроекта «Сула. Непрерваное», неоднократно экспонировавшегося в разных странах. Проект органично объединяет богатое многовековое культурное наследие Белоруссии, её народные обряды, песни, костюмы, с одной стороны, и проявления современной урбанистической среды, элементов глобализации, стремительно вмешивающихся в современную жизнь, — с другой. Особенностью первого показа проекта было демонстрация фотографий, вписанных в архитектурную среду города Минска, в сопровождении выступлений фольклорных коллективов Белоруссии.
В 2017 году за деятельность по пропаганде нематериального культурного наследия Белоруссии была награждена дипломом UNESCO.
Преподает в Белорусском государственном университете.
Специализируется в области документальной и концептуальной фотографии.
Замужем, двое детей.

## Персональный выставки
- «Свет души», художественная галерея г. Нарва, г. Таллинн, Эстония, 1999 год
- «Взаимодействие с действительностью. Питер», галерея «Zнята», Минск, Беларусь, 2007 год
- «Письма светом», Дом-музей Адама Мицкевича, галерея «Мир фото», Новогрудок, Минск, Беларусь, 2008 год[4]
- «Наедине», Музей современного изобразительного искусства, Минск, Беларусь, 2010 год[5]
- «Эхо тишины», Национальный художественный музей Республики Беларусь, Могилевский художественный музей им. П. В. Масленикова, Галерея Г. Х. Ващенко, Минск, Могилев, Гомель, Беларусь, 2010 год[6]
- «Чулліва», Художественная галерея Национального историко-культурного музея-заповедника, Полоцк, Беларусь, 2011 год
- «Jetty», галерея «TUT.BY», Минск, Беларусь, 2011 год[7]
- «Каля нуля», в рамках Минского фестиваля фотографии, галерея народного фотоклуба «Минск», Беларусь, 2013 год[8]
- «Радыё „Культура“: візуалізацыя», Новый замок (Гродно), галерея Университета культуры, Минск, Беларусь, 2014 год
- «День седьмой», Ереван, Армения, 2014 год
- «The experience of the present», Дом искусств, Пьештяни, Словакия, 2015 год[9]
- «Возвращение», Национальный центр современных искусств, Минск, Беларусь, 2016 год[10]
- «Сула. Непрерванное», Национальный исторический музей, Минск, Беларусь, 2016 год[11]
- «Свои истории», Государственный литературный музей Янки Купалы, Минск, Беларусь, 2016 год
- «Опыт присутствия», Татранска галерея, Попрад, Словакия, 2016 год[12]
- «Сам насам», галерея базилики Св. Прокопа, Тшебич, Чехия, 2016 год
- «Свои истории», Витебский художественный музей, Беларусь, 2017 год[13]
- «Сула непрерванное — 2», Государственный музей истории театра и музыки, Минск, Беларусь, 2017 год[14]
- «Сула. Непрерванное», Международный женский фестиваль «RaCAMAah2017», Барановичи, Беларусь, 2017 год
- «Сула. Непрерванное», Львовский исторический музей, Украина, 2017 год[15]
- «Свои истории», Российский культурный центр, Тель-Авив, Израиль, 2018 год[16]
- «Ризомы», галерея «Арт-Беларусь» и Дворец искусств, Минск, Беларусь, 2018 год
- «Место силы», Музей-усадьба М. К. Огинского, Залесье, Беларусь, 2018 год
- «Свои истории», Центр Людвига Заменгофа, Белосток, Польша, 2018 год
- «In zoom», галерея «Лабиринт» Национальной библиотеки Беларуси, Минск, Беларусь, 2020 год

## Коллективные выставки
- Республиканская художественная выставка к 500-летию Франциска Скорины, Дворец искусств, Минск, Беларусь, 1990 год
- «Художники — народу», Всесоюзная художественная выставка, Москва, 1991 год
- «Адраджэнне — 94», Дворец искусств, Минск, Беларусь, 1994 год
- Художественная выставка творческого объединения «Погоня», Эслинген, Германия, 1994 год
- «Путями Великой Победы», республиканская художественная выставка, Дворец искусств, Минск, Беларусь, 1995 год
- Республиканская художественная выставка, посвященная 10-летию Чернобыльской катастрофы, Дворец искусств, Минск, Беларусь, 1996 год
- «Панорама искусств», республиканская выставка в честь 60-летия Белорусского союза художников, Дворец искусств, Минск, Беларусь, 1998 год
- «Женский взгляд на повседневность», Дом кино, Минск, Беларусь, 2007 год
- «Вторая волна», выставка работ выпускников учебных студий, Творческие мастерские Белорусской государственной академии искусств, галерея Белорусской государственной академии искусств, Минск, Беларусь, 2007 год
- «Арт-крок», международная художественная выставка, галерея «Ракурс» Национальной библиотеки Республики Беларусь, Минск, Беларусь, 2007 год
- Республиканский конкурс «Моя Беларусь», Национальный исторический музей Республики Беларусь, Минск, Беларусь, 2007 год[17]
- «Лошица», коллективный фотопроект, галерея визуальных искусств «NOVA», Минск, Беларусь, 2007 год[18]
- «Taken in Minsk», выставочный проект «My Minsk», галерея визуальных искусств «NOVA», Минск, Беларусь, 2007 год
- «Женский взгляд на повседневность», Дом кино, Минск, Беларусь, 2007 год
- Фотовыставка «День Земли», организованная Посольством США в Республике Беларусь, кинотеатр «Победа», Минск, Беларусь, 2008 год[19]
- «Taken in Minsk», выставочный проект «Town people», галерея визуальных искусств «NOVA», Минск, Беларусь, 2008 год
- «Дах-9», международный фестиваль современного искусства, Дворец искусств, Минск, Беларусь, 2009 год
- «Способы городского картографирования: опыт flaneuse?», Литературный музей Максима Богдановича, Минск, Беларусь, 2009 год[20]
- «Taken in Minsk», выставочный проект «Privat life», галерея визуальных искусств «NOVA», Минск, Беларусь, 2009 год
- «Будущее в настоящем», студия 4che, Москва, Россия, 2010 год[21]
- «Minsk», Галерея союза фотохудожников, Вильнюс, Литва, 2010 год[22]
- «Забытые урбанизацией», галерея на мосту Богдана Хмельницкого, Москва, Россия, 2010 год
- «Семь Я. Портрет — Автопортрет», Московский дом национальностей, Россия, Москва, 2010 год
- Международный фотоконкурс «Планета детей», Национальная библиотека им. акад. В.Вернадского, Киев, Украина, 2011 год[23]
- XXI Санкт-Петербургская фотоярмарка, Центральный выставочный зал Манеж, Санкт-Петербург, Россия, 2011 год[24]
- «Другі фэст беларускага духоўнага мастацтва», Дворец искусств, Минск, Беларусь, 2012 год
- «ПоСТУЛат», галерея Университета культуры, Минск, Беларусь, 2012 год
- Первая Минская триеннале современного искусства «БелЭкспоАрт-2012», Национальный выставочный центр «Белэкспо», Минск, Беларусь, 2012 год
- «NOVA. The very best», галерея визуальных искусств «NOVA», Минск, Беларусь, 2012 год[25]
- «Документ и образ, или Когда фотожурналистика становится искусством», международная фотовыставка в рамках Минского фестиваля фотографии, Музей истории города Минска, Минск, Беларусь, 2013 год[26]
- «Паланга — культурная столица Литвы», международный семинар и выставка, Паланга, Литва, 2013 год
- «Свобода прессы: право знать», офис ОБСЕ в Ереване, Армения, 2013 год[27]
- «Vis legibus est enimica. Насилие есть враг права», выставочная площадка «ЦЭХ», Минск, Беларусь, 2013 год[28]
- «Ступени», коллективная выставка белорусских фотографов Минского фестиваля фотографии, Музей истории города Минска, Минск, Беларусь, 2014 год[29]
- «Avant-gARTe. От квадрата к объекту», выставка современного искусства, Национальный выставочный центр «Белэкспо», Минск, Беларусь, 2014 год[30]
- «Семь», галерея Белорусской государственной академии искусств, Минск, Беларусь, 2014 год[31]
- «Фотопортрет 2015», Биеннале имени Степана Назаренко, Ивано-Франковск, Украина, 2015 год
- «Мы — Восточное партнерство», Тбилисская государственная художественная академия, Тбилиси, Грузия, 2015 год[32]
- «Пагоня 1990—2015», юбилейная выставка творческого объединения «Пагоня» Белорусского союза художников, Дворец искусств, Минск, Беларусь, 2015 год
- «Одиссея», Национальный центр современных искусств, Минск, Беларусь, 2016 год[33]
- «Осенний салон красоты», Художественный музей, Витебск, Беларусь, 2016 год
- «Бетонныя аблуды», Национальный центр современных искусств, Минск, Беларусь, 2016 год[34]
- «Шляхам Скарыны да Прагi», артгалерея Страговского монастыря, Прага, Чехия, 2016 год[35]
- «Under construction», фотогалерея «Heeder», Krefeld, Германия, 2016 год[36]
- «Рассуждения о пейзаже», Центр современного искусства «Винзавод», «Wordshop gallery», Москва, Россия, 2016 год
- «Шорт-лист», Национальный центр современных искусств, Минск, Беларусь, 2017 год
- «Vortex preview», фестиваль «Месяц фотографии в Минске», галерея «Ў», Минск, Беларусь, 2017 год[37]
- «Особенная фотография», Музей истории белорусского кино, Минск, Беларусь, 2018 год[38]
- «Беларусь, моё сердце, золотая страна», артгалерея Страговского монастыря, Прага, Чехия, 2019 год
- выставка секции графики БСХ, Дворец искусств, Минск, Беларусь, 2019 год
- Международного фестиваль искусств «ART-MINSK»-2019, Дворец искусств, Минск, Беларусь, 2019 год
- «Деревья, которые помнят Я.Купалу», Государственный литературный музей Янки Купалы, Минск, Беларусь, 2019 год

## Публикации
- Минские фотографии. — Регула, 2007. — ISBN 9789859007545
- Л. Гаврилюк. С фотокамерой я по-другому смотрю на мир. — Фотомагия № 4, 2008. — С. 10. — ISSN 19936222
- Минские фотографии. Горожане. — Регула, 2008. — ISBN 9789856908043
- Travel through Europe. — HALMA, 2010. — С. 53.
- А. Белявец. Красамоўныя жэсты. — Мастацтва № 4, 2011. — С. 8. — ISSN 02082551[39]
- С. Ждановіч. Час для пазлаў. — Мастацтва № 4, 2014. — С. 5. — ISSN 02082551[40]
- А. Белявец. «Вяртанне» Марыны Бацюковай. — Мастацтва № 2, 2016. — C. 31. — ISSN 02082551[41]
- Л. Гаврилюк. Этнакультурны досвед Марыны Бацюковай. — Мастацтва № 6, 2016. — C. 42. — ISSN 02082551[42]
- П. Войницкий. Гісторя па-за выявай. — Мастацтва № 9, 2016. — C. 34-35. — ISSN 02082551[43]
- Л. Гаврилюк. Цэнтры i ўскраіны. Месяц фaтaрафii ў Мінску. — Мастацтва № 10, 2016. — C. 40. — ISSN 02082551[44]
- Л. Гаврилюк. Выклікі ідэнтычнасці. Выстава «Рызомы» ў галерэі «Арт-Беларусь» і Палацы мастацтва. — Мастацтва № 8, 2018. — C. 8-9. — ISSN 02082551

## Работы в коллекциях
- Национальный художественный музей Республики Беларусь
- Музей современного изобразительного искусства. Минск, Беларусь
- Национальная библиотека Беларуси
- Могилевский областной художественный музей им. П. В. Масленикова. Могилев, Беларусь
- Художественная галерея Национального Полоцкого историко-культурного музея-заповедника. Полоцк, Беларусь
- Художественная галерея. Нарва, Эстония
- Эстонская художественная академия. Таллинн, Эстония

## Книги
- М.Бацюкова. «Свае гісторыi» — Petro ofsetas, 2016. — 96 c. — ISBN 9786094205095.
- М.Бацюкова. «Сула. Непарыунае» — Минск, 2016. — ISBN 9789857157112

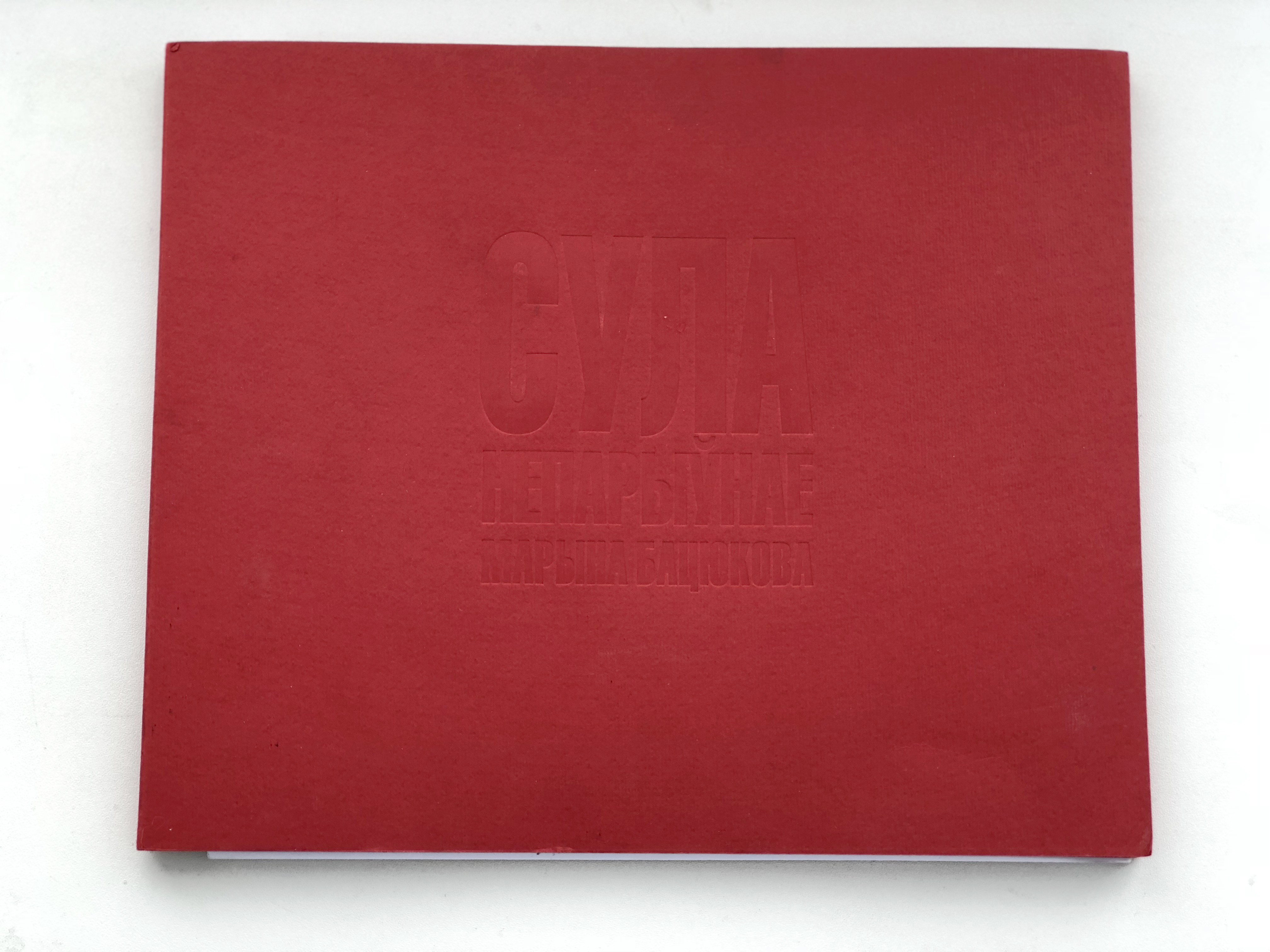
Обложка книги "Сула. Непарыўнае" Марины Батюковой
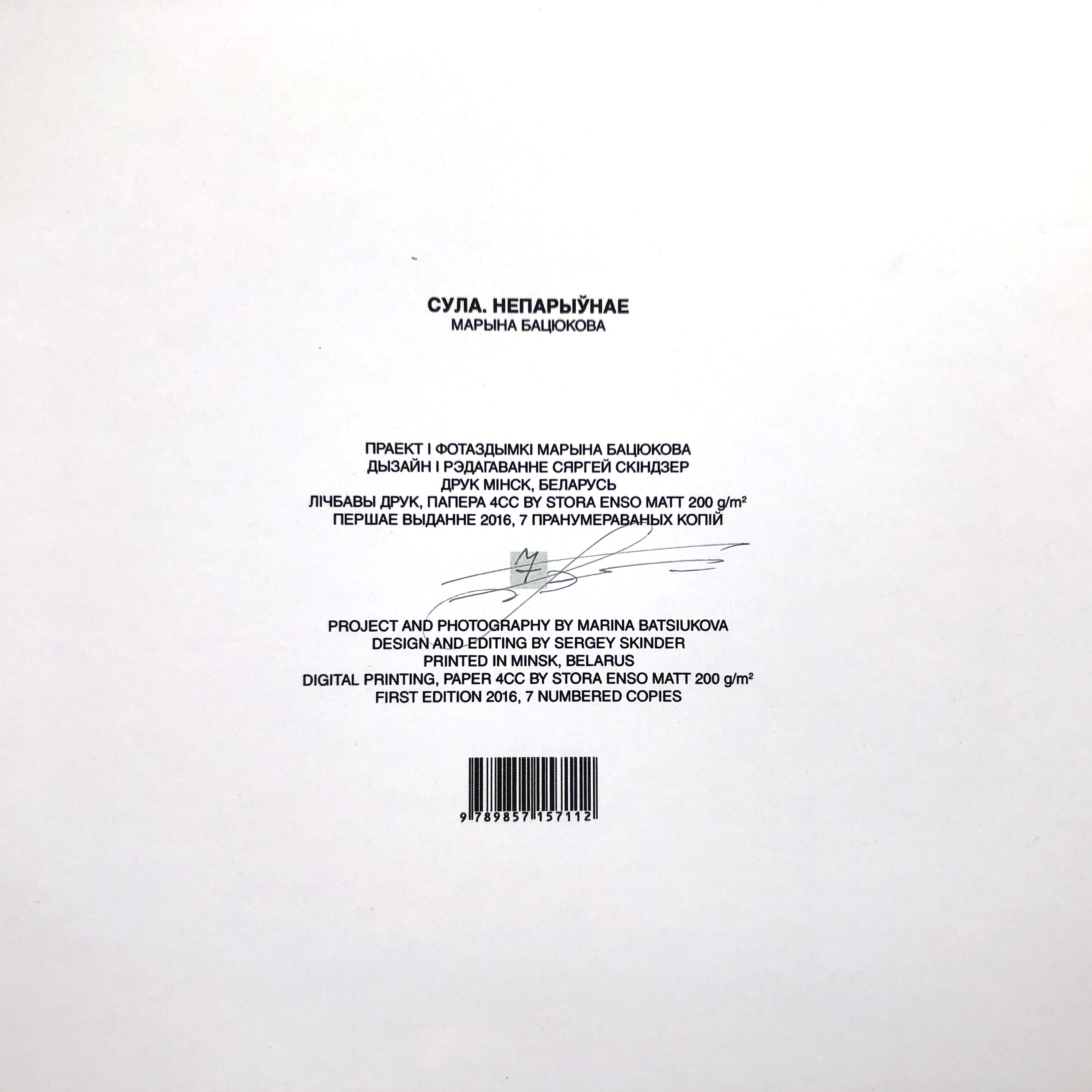
Книга "Сула.Непарыўнае" Марины Батюковой